# João Gualberto Bittencourt
João Gualberto Bittencourt (Curitiba, 12 de julho de 1897 — ?) foi um político brasileiro.
Filho de João Gualberto Bittencourt e de Ercília Espíndola Bittencourt. Casou com Joanina Francalacci Bittencourt.
Foi deputado à Assembleia Legislativa de Santa Catarina na 1ª legislatura (1935 — 1937).